# Stryhanieckija Busni
Stryhanieckija Busni (biał. Стрыганецкія Бусні; ros. Стриганецкие Бусни, Striganieckije Busni) – chutor na Białorusi, w obwodzie brzeskim, w rejonie żabineckim, w sielsowiecie Rokitnica, nad Osipówką.

## Historia
Dawniej chutor był częścią Stryhańca. W dwudziestoleciu międzywojennym leżał w Polsce, w województwie poleskim, w powiecie kobryńskim, do 18 kwietnia 1928 w gminie Rohoźna, następnie w gminie Żabinka.
Po II wojnie światowej w granicach Związku Sowieckiego. Od 1991 w niepodległej Białorusi.